# Сельское поселение Верховское (Верховажский район)
Се́льское поселе́ние Верховское — муниципальное образование в Верховажском районе Вологодской области Российской Федерации.
Административный центр — деревня Сметанино.

## География
Расположено в западной части района. Граничит:
- на севере с Морозовским, Верховажским и Наумовским[3] сельскими поселениями,
- на востоке с Терменгским сельским поселением,
- на юге с Чушевицким сельским поселением,
- на западе с Олюшинским сельским поселением.

## История

Объединение Олюшинского и Верховского сельских поселений в 2015 году

Образовано 1 января 2006 года в соответствии с Федеральным законом № 131 «Об общих принципах организации местного самоуправления в Российской Федерации».
В состав сельского поселения вошёл Верховский сельсовет.
Законом Вологодской области от 25 июня 2015 года № 3693-ОЗ, сельские поселения Верховское и Олюшинское были преобразованы, путём их объединения, в сельское поселение Верховское с административным центром в деревне Сметанино.

## Население
| 2011 | 2012 | 2013 | 2014  | 2015 | 2016 | 2017 |
| ---- | ---- | ---- | ----- | ---- | ---- | ---- |
| 801  | ↘784 | ↘773 | ↘754  | ↘744 | ↗947 | ↘920 |
| 2018 | 2019 | 2020 | 2021  |      |      |      |
| ↘895 | ↘865 | ↘849 | ↗1049 |      |      |      |

## Состав сельского поселения
| №  | Населённый пункт | Тип населённого пункта          | Население |
| -- | ---------------- | ------------------------------- | --------- |
| 1  | Боровичиха       | деревня                         | 4         |
| 2  | Боровская        | деревня                         | 8         |
| 3  | Ботыжная         | деревня                         | 42        |
| 4  | Дор              | деревня                         | 50        |
| 5  | Ереминское       | село                            | 8         |
| 6  | Калинино         | деревня                         | 0         |
| 7  | Киселево         | деревня                         | 42        |
| 8  | Кудринская       | деревня                         | 47        |
| 9  | Лабазное         | деревня                         | 17        |
| 10 | Макарцево        | посёлок                         | 192       |
| 11 | Мальцевская      | деревня                         | 0         |
| 12 | Матвеевская      | деревня                         | 7         |
| 13 | Моисеевская      | деревня                         | 0         |
| 14 | Мокиевская       | деревня                         | 15        |
| 15 | Никольская       | деревня                         | 5         |
| 16 | Основинская      | деревня                         | 15        |
| 17 | Отводница        | деревня                         | 0         |
| 18 | Прилук           | деревня                         | 12        |
| 19 | Родионовская     | деревня                         | 14        |
| 20 | Скулинская       | деревня                         | 4         |
| 21 | Слудная          | деревня                         | 80        |
| 22 | Сметанино        | деревня, административный центр | 447       |
| 23 | Средняя          | деревня                         | 50        |